# Саво Савов
Саво Ценов Савов е български акварелист, график, приложник и учител по рисуване и трудово обучение.
Саво Савов е роден на 10 април 1910 г. в град Пирдоп в семейството на лесничей, чиито трима сина изучават медникарството като занаят. Чичото Срефан Савов и майката Пауна не допускат шестгодишното момче да стане занаятчия, тъй като направеният от него портрет на чичото с края на овъглена пръчка прави голямо впечатление и говори за неговата чувствителност и дарба.
Учителят Георги Хаджиличев също придобил подобни впечатления, заедно с роднините успяват да склонят стария баща Цено и така Саво след завършване на образованието си в Пирдоп въпреки беднотията е изпратен да следва в Художествената академия в София. След Деветоюнския преврат от 1923 г. при започналите граждански и студентски вълнения Саво Савов рисува плакатите против властта на военните и ограничаването на политическите свободи.
След тези събития Савов е изпратен в школа за запасни офицери, а след завършването ѝ се прибира в Пирдоп с намерението да бъде художник, но тъй като не може да се изхранва по този начин, решава да стане учител. Първо получава място като учител по рисуване в село Кладница, после в Сандански и Мелник. По някое време в родния му град се освобождава място за учител и той се прибира у дома си.
Като офицер от запаса е изпратен в Македония, където е назначен за военен комендант на град Кратово. Какво става в душата на артиста при сблъсъка със суровата военна действителност, няма данни. Той обаче избира пътя на партизаните. В състава на войнишкия батальон „Христо Ботев“ той достига до местността „Батулия“ в Искърския пролом. Там на 23 май 1944 г. е убит в сражение.
Средно училище „Саво Савов“ – Пирдоп носи неговото име.